# Montfar
Montfar  és un poble de 5 habitants pertanyent al municipi de Ribera d'Ondara (Segarra). Està situat a l'extrem oriental del terme municipal, formant un enclavament entre els municipis de Talavera (Segarra) i Montmaneu (Anoia), al sector de capçalera del riu Ondara.
Està compost per unes quantes cases que havien format un petit clos. Destaca la capella de Santa Maria, d'origen romànic, que fou tradicionalment sufragània de Sant Bartomeu de Carbasí. Dins el nucli hi ha una font pública feta amb una làpida sepulcral gòtica provinent de l'església.
El 1685 tenia 4 famílies. A mitjans del segle xix es va integrar a l'antic municipi de Sant Antolí i Vilanova.